# Pandelis Prevelakis
Pandelis Prevelakis (în greacă Παντελής Πρεβελάκης, transliterat uneori Panteles Prevelakes; 18 februarie 1909 – 15 martie 1986) a fost un romancier, poet, dramaturg și eseist grec — unul dintre cei mai importanți prozatori greci din „Generația anilor '30”. Acțiunea celor mai multe dintre scrierile sale se petrece în insula Creta.

## Biografie
S-a născut la Rethymno, în insula Creta, pe 18 februarie 1909. A studiat filologia la Paris și Salonic.
Începând de prin 1930 a devenit prieten și agent literar al poetului și romancierului Nikos Kazantzakis și a scris ulterior o biografie a acestuia.
În 1938 a publicat lucrarea sa cea mai cunoscută, Povestea unei cetăți sau Cronica unei cetăți (Το χρονικό μιας Πολιτείας, 1937), o descriere impregnată de nostalgie a orașului Rethymno din perioada anilor 1898-1924.
Din 1939 până în 1975 a fost profesor de istoria artei la Academia de Arte din Atena. În 1939 el a scris o povestire istorică intitulată Moartea familiei de Medici.
După cel de-al Doilea Război Mondial a apărut Creta Nefericită: o cronică a răscoalei din 1866 (1945), ce a fost urmată de trilogia Cretanul (1948-1950) (ediție revizuită în 1965), care prezintă evenimente petrecute între 1866 și 1910 și conține personaje istorice precum Venizelos. În 1959 el a publicat Soarele morții, în care un băiat ajunge să se împace cu mortalitatea umană.
El a scris, de asemenea, patru piese de teatru, toate bazate pe teme istorice. A fost distins în 1975 cu Premiul Herder.
Prevelakis a murit la Atena, în martie 1986. A fost înmormântat în Rethymno, în curtea unei biserici aflate în apropiere de vârful dealului, pe strada Kazantzakis. Statuia sa se află în fața Primăriei din Rethymno.

## Traduceri
- The Sun of Death, tr. Philip Sherrard (1965)
- Cronica unei cetăți, tr. Polixenia Karambi, Editura pentru Literatură Universală, București (1968)
- Soarele morții, tr. Polixenia Karambi, Editura Univers, București (1976)
- The Tale of a Town, tr. K. Johnstone (1976)
- The Cretan, tr. A. Rick, P. Mackridge (1991)
- Le soleil de la mort (1997)